# Український Допомоговий Комітет у Бельгії
Український Допомоговий Комітет у Бельгії (УДК) — громадська організація українців, заснована в 1945 році в Брюсселі для допомоги переміщеним особам, що після Другої світової війни прибули з Німеччини до Бельгії. У 1947—1949 роках УДК мав 26 філій і близько З 000 членів. Після виїзду за океан залишилося 10 філій і біля 380 членів (1981). УДК видає «Вісті» (з 1945), спершу як двотижневик, згодом місячник, з 1976 двомісячник. УДК є співвласником (разом з СУМ-ом і Об'єднанням Українок Бельгії) виховно-відпочинкової оселі «Франкополе» в Арденах. Голови: М. Граб (1945—1946), К. Мулькевич (1947), А. Кішка (1948), М. Дзьоба (1949—1951), В. Попович (з 1952); секретар (з 1950) О. Коваль.
У 2005 році назву змінено на Товариство Українців Бельгії.